# 张马营古城遗址
张马营古城遗址，位于山西省朔州市平鲁区井坪镇张马营村西北，是中华人民共和国山西省文物保护单位之一。
2004年6月10日，授予山西省文物保护单位，是一座古遗址。